# Tropidurus cocorobensis
Tropidurus cocorobensis — вид ігуаноподібних ящірок родини Tropiduridae. Ендемік Бразилії.

## Поширення і екологія
Tropidurus cocorobensis мешкають на Бразильському нагір'ї, в штатах Баїя, Алагоас і Пернамбуку. Вони живуть серед піщанових дюн, порослих заростями каатинги.